# 메이리오

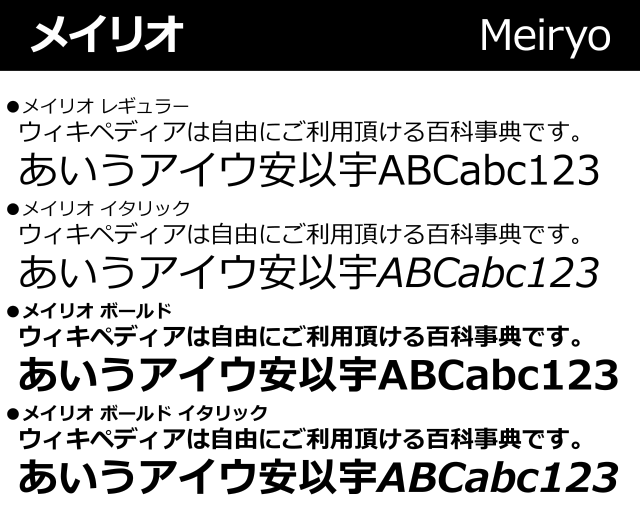
메이리오 샘플

메이리오(영어: Meiryo, 일본어: メイリオ)는 일본어 고딕체 글꼴이다.
윈도우 비스타 이상의 마이크로소프트형 OS에 기본으로 탑재되어 있으며 윈도우 XP 및 윈도우 서버 2003까지의 마이크로소프트 윈도우에서 사용되어 온 MS UI Gothic을 대체, 일본어판의 새로운 시스템 글꼴로 제공되고 있다. 윈도우 7에서는 후술하는 Meiryo UI가 제한적으로 사용되고 윈도우 8에서는 메이리오 대신 Meiryo UI가 전면 채택되었다. 윈도우 10에서는 시스템 글꼴로 Yu Gothic UI가 새롭게 채택되어 메이리오 및 Meiryo UI를 사용하고 싶으면 따로 설치해야 한다.
이름은 명료(明瞭 메이료[*])의 일본어 발음에서 유래했다.

## 같이 보기
- 나눔글꼴
- 맑은 고딕
- 윤고딕